# La Paloma (Rocha)
Ne doit pas être confondu avec La Paloma (Durazno).
Pour les articles homonymes, voir Paloma.
La Paloma est une ville, une station balnéaire et une municipalité de l'Uruguay située dans le département de Rocha. Sa population est de 3 202 habitants.
La ville possède des plages sur l'océan Atlantique.

## Histoire
La ville a été fondée en 1874.

## Population
| Année | Population |
| ----- | ---------- |
| 1963  | 809        |
| 1975  | 1 389      |
| 1985  | 2 235      |
| 1996  | 3 084      |
| 2004  | 3 202      |

,

## Gouvernement
Le maire (alcalde) de la ville est Alcides Perdomo.